# Åkrehamn/Veavågen
Åkrehamn/Veavågen este o localitate din comuna Karmøy, provincia Rogaland, Norvegia, cu o suprafață de 6,81 km² și o populație de 10.540 locuitori (2013).